# نيلسون فيلاغرا
نيلسون فيلاغرا (بالإسبانية: Nelson Villagra)‏ هو مخرج وممثل تشيلي، ولد في 9 أغسطس 1937 بتشيلان في تشيلي.

## وصلات خارجية
- نيلسون فيلاغرا على موقع IMDb (الإنجليزية)
- نيلسون فيلاغرا على موقع ألو سيني (الفرنسية)
- نيلسون فيلاغرا على موقع أول موفي (الإنجليزية)
- نيلسون فيلاغرا على موقع قاعدة بيانات الأفلام السويدية (السويدية)
- نيلسون فيلاغرا على موقع قاعدة بيانات الفيلم (الإنجليزية)
- نيلسون فيلاغرا على موقع كينوبويسك (الروسية)